# David M. Kelley
David M. Kelley   (Barberton, 10 de febrer de 1951) és un enginyer, dissenyador, emprenedor, empresari i educador nord-americà. És cofundador de l'empresa de disseny IDEO i professor a la Universitat Stanford. Ha rebut diversos reconeixements per les seves contribucions al disseny.

## Biografia
Kelley va néixer a Barberton, Ohio, i és germà de Tom Kelley, el director general d'IDEO i autor de The Art of Innovation i The Ten Faces of Innovation. Va obtenir una llicenciatura en enginyeria elèctrica a la Universitat Carnegie Mellon el 1973, on va ser membre de la fraternitat Sigma Alpha Epsilon. Més tard va completar un màster en disseny a la Universitat Stanford el 1977. Està casat amb Katharine C. Branscomb, una antiga CEO d'IntelliCorp, a qui va conèixer a través de l'amic comú Steve Jobs.

## Trajectòria
Kelley va començar a treballar com a enginyer, primer a Boeing i més tard a NCR. A Boeing, va ser responsable del disseny del rètol Lavatory Occupied per a l'avió 747. Aquesta experiència el va portar a tornar a l'escola. El 1977, va obtenir el seu màster al Joint Program in Design de la Universitat Stanford, popularment anomenat programa de Disseny de Producte. El 1978, es va associar amb un altre graduat en disseny de productes de Stanford, Dean Hovey, per formar Hovey-Kelley Design. Hovey va marxar perquè tenia altres interessos i l'empresa va passar a anomenar-se "David Kelley Design" (DKD).
El 1984, va cofundar Onset Ventures, una empresa de capital risc en fase inicial. També va cofundar Edge Innovations, l'empresa d'efectes especials responsable de les balenes a les pel·lícules de Free Willy, entre moltes altres col·laboracions cinematogràfics. El 1991, Kelley va fusionar DKD amb altres tres empreses de disseny (Matrix Product Design de Mike Nuttall a Palo Alto, ID TWO a San Francisco i Moggridge Associates a Londres, aquestes dues últimes fundades per Bill Moggridge) per crear IDEO, que va dirigir com a conseller delegat fins a l'any 2000.

## Educador
Kelley va començar a ensenyar al programa de Disseny de Productes de Stanford el 1978, després d'obtenir el seu màster. Va ser breument estudiant de doctorat. El 1990, es va convertir en professor titular, i va ser nomenat Professor Donald W. Whittier en Enginyeria Mecànica el 2002. El 2004, Kelley va liderar la creació de l'Institut de Disseny Hasso Plattner a la Universitat Stanford, conegut com a "d.school". Per les seves contribucions a la pràctica i l'estudi del disseny, Kelley ha rebut el títol de doctor honoris causa de la Carnegie Mellon University, Dartmouth i l'ArtCenter College of Design.

## Difusió
David Kelley ha estat reconegut com un dels principals innovadors del disseny dels Estats Units.
El 2020, va rebre el Premi Bernard M. Gordon per a la Innovació en Enginyeria i Educació Tecnològica de l'Acadèmia Nacional d'Enginyeria "per formalitzar els principis i el currículum del 'design thinking' per desenvolupar líders d'enginyeria innovadors amb empatia i confiança creativa per generar solucions d'alt impacte".
El 2019, va ser investit doctor honoris causa en Ciència i Tecnologia per la seva alma mater, la Universitat Carnegie Mellon.
El 2013, David i el seu germà Tom Kelley van publicar Confiança creativa, que una anàlisi de Forbes va anomenar "una lectura empoderadora, convincent, sense descans i optimista".
El 2012, Kelley va parlar sobre la creació de confiança creativa a TED 2012. Abans havia parlat a TED 2002 sobre disseny centrat en l'ésser humà.
El 2009, va ser guardonat amb l'Edison Achievement Award per les seves "contribucions pioneres al disseny de productes, serveis i experiències innovadors per als consumidors, així com el desenvolupament d'una cultura innovadora que tingui un ampli impacte".
El 2005, va ser reconegut per la seva "contribució distingida a l'educació del disseny" amb la Medalla Negra Sir Misha.
L'any 2001, el Museu Nacional de Disseny Cooper-Hewitt de l'Smithsonian va presentar a David Kelley i IDEO el National Design Award en Disseny de Productes.
L'any 2000, va ser honrat amb un Chrysler Design Award, i va ser elegit per a la National Academy of Engineering per "la creació de productes de diversitat i per afectar la pràctica del disseny".